# Soul Seekerz
Soul Seekerz czyli Julian Napolitano, Simon Langford i Andrew Galea to brytyjskie trio grające muzykę dance znane także pod nazwami Soulseekerz i The Soul Seekerz. Zajmują się także remiksowaniem utworów popularnych artystów takich jak Rihanna, Sugababes, Estelle czy Britney Spears. W Polsce znani są głównie z przeboju Party For The Weekend nagranego wspólnie z wokalistką Kate Smith w 2007 roku.
Pierwszym utworem zespołu był cover Jocelyn Brown Riding on the Wings, ale prawdziwy rozgłos przyniosła im kompozycja zatytułowana Turn Me Upside Down. Dzięki DJ Juge Jules i jego autorskiej audycji poznała ją cała Wielka Brytania, a także miłośnicy muzyki klubowej w innych krajach. Niebawem DJ-e wydali kolejny utwór Electric Shock 2005 i zaprezentowali go publiczności na Ibizie. Największym sukcesem Soul Seekerz okazał się remiks utworu Perfection Dannii Minogue w 2005 roku. Utwór dotarł do 11 miejsca brytyjskiego notowania UK Singles Chart.

## Dyskografia

### Single
- 2005: Perfection (feat. Dannii Minogue)
- 2007: Party For The Weekend
- 2008: Reach (Vs. Judy Cheeks)

### Remiksy
- Annie - „I Know UR Girlfriend Hates Me”
- Amerie - „1 Thing”
- Basement Jaxx - „Hush Boy”
- Basshunter - „Angel in the Night”
- Britney Spears - „Break the Ice”
- Ciara - „Like a Boy”
- Dannii Minogue vs. Jason Nevins - „Touch Me Like That”
- Estelle feat. Kanye West - „American Boy”
- LeAnn Rimes - „Nothin’ Better to Do”
- Platnum - „Love Shy (Thinking About You)”
- Rihanna - „Breakin’ Dishes”
- Robbie Williams - „Lovelight”
- Robyn - „Be Mine”
- Miami Starfish feat. Jermaine Stewart - „Clothes Off”
- Sugababes - „Follow Me Home”
- The Ting Tings - „That’s Not My Name”
- Wideboys feat. Shaznay Lewis - „Daddy O”
- Maroon 5 feat. Christina Aguilera - „Moves Like Jagger”